# Гастон Глок
Гастон Глок (Беч, 19. јул 1929 — 27. децембар 2023) био је аустријски инжењер и бизнисмен који је основао компанију Глок, која је 1982. године развила пиштољ Глок.

## Биографија
Глок је рођен 19. јула 1929. године у Бечу. Регрутован је у Вермахт као тинејџер пред крај Другог светског рата, након чега је завршио школу као инжењер и придружио се компанији која је израђивала ручне бушилице.
Оженио се Хелгом Глок 1958. године, а основали су породични бизнис 1963. године. Развели су се 2011. и покренули парницу због оптужби да се Глок бавио рекетирањем. Тужба је одбачена 2017. године.
Донирао је преко милион евра аустријским добротворним организацијама. Такође је дао средства Слободарској партији Аустрије. Описиван је као „повучени аустријски милијардер“ који је избегавао публицитет и ценио своју приватност упркос свом чувеном изуму.
У јулу 1999. Глок је сумњао да је Чарлс Еверт, један од његових најближих финансијских саветника, проневерио новац. Глок се суочио са Евертом, који је унајмио француског плаћеника да убије Глока гуменим чекићем на паркингу у покушају да то изгледа као несрећан случај. Глок је погођен у главу, али је успео да узврати ударајући човека. Еверт и атентатор су осуђени за покушај убиства и послани у затвор.
Преминуо је 27. децембра у 94. години живота.

## Каријера
Каријеру је започео као произвођач карниша 1960-их и ножева за аустријску војску 1970-их и није дизајнирао нити произвео ватрено оружје све док није напунио 52 године. Он је већ имао искуства са полимерима из својих претходних пословних подухвата. 
Године 1980. купио је у својој гаражној радионици машину за производњу дршки и навлака за пољске ножеве које је правио за аустријску војску. Његови први запослени били су са искуством у производњи полимерних компоненти. Његов први производни пиштољ био је Глок 17. Требало је годину дана да се дизајнира и произведе, а он је поднео захтев за аустријски патент у априлу 1981. године.
Глоков пиштољ:
„Постао је сјајно продаван, посебно у Сједињеним Државама. Стигао је средином 1980-их, када је стопа криминала скочила, а полицајци су се осећали надмашени тим оружјем. Уведени су нови модели и калибри. Две трећине америчких полицијских снага, укључујући оне у Њујорку су усвојили Глок, као и многе савезне, државне и окружне агенције.... Глок су оцрнили заговорници контроле оружја и поздравили га љубитељи оружја. Овај пиштољ био је популарно приказан као оружје криминалаца у Сједињеним Америчким Државама.”